# Lotta Svärd (poema)

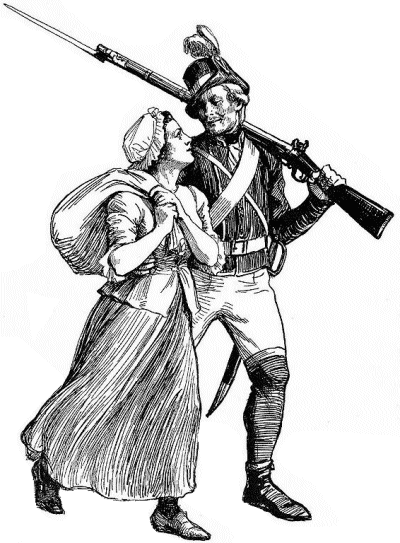
Ilustración del poema "Lotta Svärd".

Lotta Svärd (en sueco: svärd; significa una espada) es el cuarto poema de la segunda parte del poema épico de Johan Ludvig Runeberg, Las Historias del Alférez Ståhl, de 1860. 
El poema de Lotta Svärd trata sobre una mujer que sirvió en una cocina de campo durante la Guerra de Finlandia. El nombre se usó más tarde para varios movimientos de Lotta (movimientos auxiliares de mujeres) en los países nórdicos (Finlandia, Suecia, Dinamarca y Noruega). 